# Jendrek Stanek
Jendrek Stanek (16 settembre 1981) è un ex sciatore alpino tedesco.

## Biografia
Originario di Schönau im Schwarzwald e attivo dal gennaio del 1997, Stanek esordì in Coppa Europa il 12 dicembre 2000 ad Alleghe in slalom gigante, senza completare la prova; ai Mondiali di Sankt Moritz 2003, sua unica presenza iridata, non portò a termine lo slalom speciale. Nella medesima specialità ottenne il miglior piazzamento in Coppa Europa, il 26 novembre 2006 a Salla (11º), e prese due volte il via in Coppa del Mondo, il 7 e il 27 gennaio 2007 (rispettivamente ad Adelboden e a Kitzbühel), in entrambi i casi senza concludere la gara. Si ritirò al termine di quella stessa stagione 2006-2007 e la sua ultima gara fu lo slalom gigante dei Campionati tedeschi 2007, disputato a Lohberg il 25 marzo.

## Palmarès

### Coppa Europa
- Miglior piazzamento in classifica generale: 121º nel 2007

### Campionati tedeschi
- 1 medaglia:
  - 1 bronzo (slalom speciale nel 2001)